# Piedras Blancas, Chiapas
Piedras Blancas är en ort i Mexiko.   Den ligger i kommunen Mapastepec och delstaten Chiapas, i den sydöstra delen av landet, 800 km sydost om huvudstaden Mexico City. Piedras Blancas ligger 254 meter över havet och antalet invånare är 107.
Terrängen runt Piedras Blancas är varierad. Runt Piedras Blancas är det ganska tätbefolkat, med 60 invånare per kvadratkilometer. Närmaste större samhälle är Mapastepec, 9,7 km sydväst om Piedras Blancas. I omgivningarna runt Piedras Blancas växer i huvudsak städsegrön lövskog.